# Philipp Weiche
Philipp Weiche (* 1972) ist ein deutscher Schauspieler und Regisseur.
Philipp Weiche absolvierte seine Schauspielausbildung am Schauspiel München. Während des Studiums arbeitete er u. a. an der HFF München mit Michael Ballhaus. In Film und Fernsehen spielte er u. a. in Hark Bohms Herzlich willkommen (1990), in Michael Pohls Vortex, in den Serien Marienhof, Der Fahnder, Streit um drei, Gegen den Wind, Die Strandclique, Powder Park und Die Wache, Sturm der Liebe sowie in Kurzfilmen. Am Theater u. a. mit Regisseuren wie Cordula Trantow (Das Käthchen von Heilbronn) und Thomas Luft (Es war nicht die Fünfte – Es war die Neunte). Feste Engagements am Staatstheater in Meiningen (u. a. Messala in Ben Hur) und am Team Theater in München (u. a. Jupiter in Amphytrion, Roland in Bungee Jumping).